# Mahendranagar
Mahendranagar (nep. महेन्द्रनगर) – miasto w zachodnim Nepalu; stolica dystryktu Kanchanpur. Według danych szacunkowych na rok 2010 liczy 100 333 mieszkańców. Ośrodek przemysłowy.